# Château de Tilloloy
Le château de Tilloloy est situé sur la commune de Tilloloy, à 7 km au sud de Roye dans la Somme. Le château et le parc sont classés monuments historiques. Le château de Tilloloy est une propriété privée.

## Historique
Le château de Tilloloy présente la particularité, tout comme, dans la Somme, les châteaux de Bertangles, Bussy-lès-Poix et de Regnière-Écluse, de n'avoir jamais été vendu et d'être resté dans la même famille. 
Au XIVe siècle, la seigneurie relevait de la châtellenie de Nesle et appartenait à Jean du Fay. Elle passa aux Soyécourt au XVIe siècle par le mariage d'Antoinette de Rasse (à qui l'on doit la construction de l'église actuelle vers 1530) avec Jean III de Soyécourt, puis au début du XVIIe siècle à Ponthus de Belleforière.
Après la reddition de Corbie, en 1636, Antoine Maximilien de Belleforière, gouverneur de la ville qui s'était rendue aux Espagnols, fut condamné à mort par contumace et son château de Tilloloy fut détruit. Réhabilité en 1643, il obtint du roi un dédommagement financier pour la reconstruction du château.
Son fils, Charles-Maximilien de Belleforière, marquis de Soyécourt et comte de Tilloloy, courtisan apprécié de Louis XIV  est nommé, en 1669, Grand Veneur de France. 
Il fit construire le château actuel, à partir de 1645. 
Le mariage de sa fille Marie Renée de Belleforière, en 1682, avec Thimoléon Gilbert de Seiglière, fait entrer Tilloloy dans la famille de Seiglière. Ils ont pour successeur leur fils Joachim Adolphe de Seiglière (1686-1738), puis l'aîné des trois fils de celui-ci, Louis Armand de Seiglière(1722-1791), également propriétaire du château de Maisons, et à Paris de l'hôtel de Maisons, qui fait remanier en 1752 le château de Tilloloy par l'architecte parisien Étienne-Louis Boullée.
L'aspect extérieur du château est conservé, mais l'intérieur est entièrement réaménagé et redécoré.
Mort sans postérité, Louis Armand de Seiglière laisse Tilloloy à son frère Joachim Charles de Seiglière, guillotiné en 1794, pendant la Terreur.
Au XIXe siècle, le château devient, par mariage, propriété de la famille d'Hinnisdäl. 
Le comte Henri d'Hinnisdäl (1841-1922) le fait restaurer dans les années 1880 par les frères Duthoit.

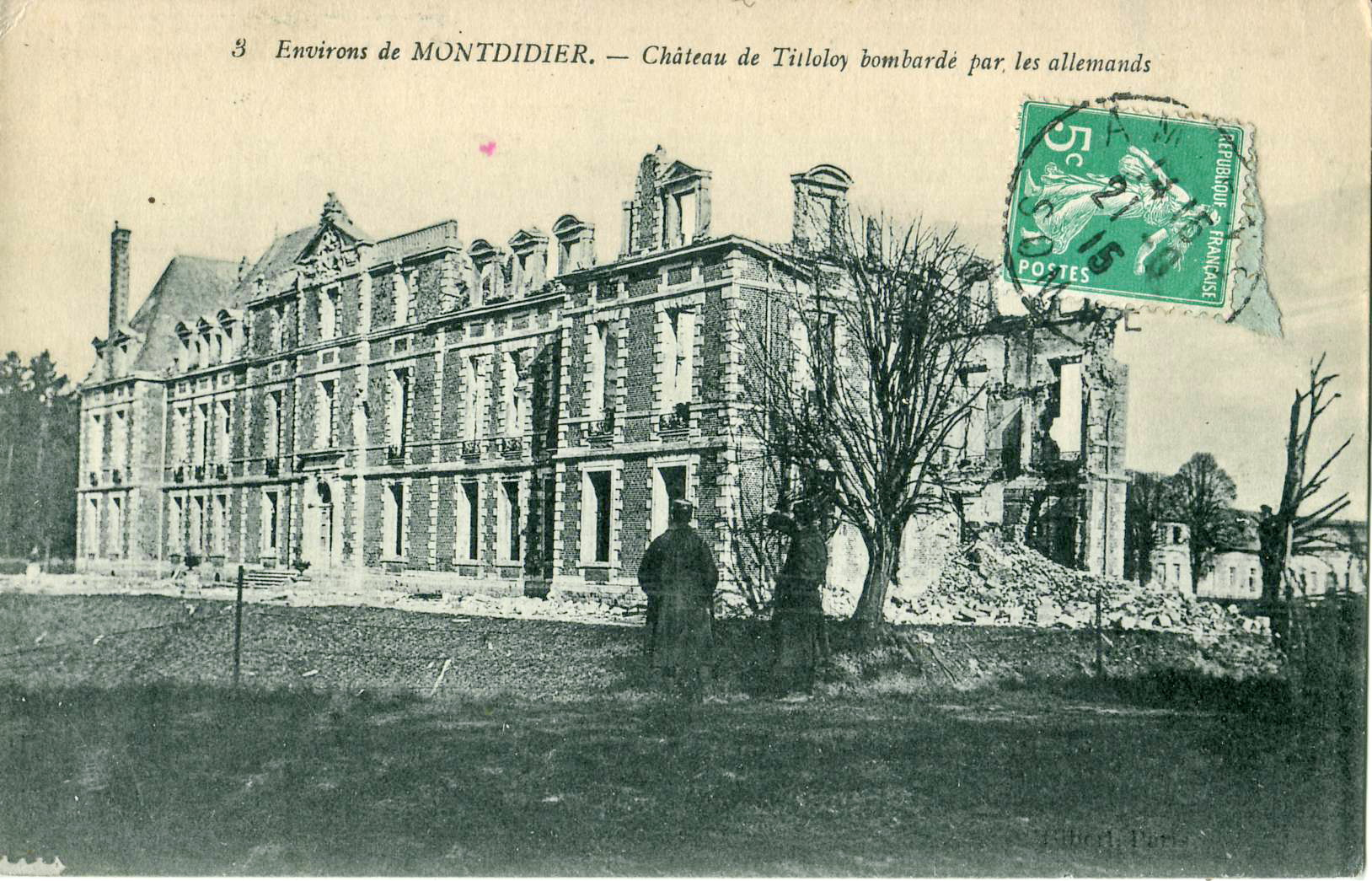
Ruines du château, en 1915.

Incendié et plusieurs fois bombardé lors de la Première Guerre mondiale, il ne restait en 1918 du château que des pans de murs.
Il est alors l'objet d'une attentive restauration, à l'initiative de la comtesse Thérèse d'Hinnisdal (1878-1959), par l'architecte Albert Montant au début des années 1930. Ce dernier relève le château presque à l'identique, en réemployant autant que possible les éléments sauvés des décombres.
La charpente du toit fut refaite en béton, comme celle de la cathédrale de Reims.
Les décors intérieurs furent également reconstitués, notamment la cage d'escalier et, dans la salle à manger, un grand poële provenant de l'ancien château de Champien.
La comtesse mourut sans postérité et le château revint à sa seconde nièce, la marquise d'Andigné, dont la fille est aujourd'hui propriétaire.

## Protection
Le château, les bâtiments des communs et les trois portails ont été classés monument historique le 4 mars 1994 ainsi que les douves sèches, le jardin à la française avec ses allées, ses vases et ses bancs de pierre, l'ancien portail de l'hôtel parisien d'Hinnisdal et la grande allée (et ses bosquets) qui relie le château au village de Laucourt.

## Architecture
Le château a été bâti en brique et pierre dans le style caractéristique du XVIIe siècle. Le pavillon central, peu saillant, est accosté de deux corps latéraux terminés par des pavillons en retour sur la cour d'honneur (et alignés du côté parc). Il est entouré de douves sèches, dans l'axe d'une vaste avenue. De l'ancien parc à la française il reste un vaste parterre à l'arrière du château (aujourd'hui en friche) ainsi que de nombreuses allées dans le bois, et surtout une grande allée axiale avec bosquets, qui relie le château au village de Laucourt.
L'avant-cour d'honneur est bordée sur un côté par les communs, par l'ancien portail de l'hôtel parisien d'Hinnisdäl, installé ici au début du XXe siècle, et, sur l'autre côté, par l'église Notre-Dame de Lorette, ancienne chapelle castrale, restaurée après la guerre 1914-1918, avec sa belle façade en briques et ornements en pierre de style Renaissance.
Les communs, également construits en brique et pierre, se composent d'un corps de bâtiment rectangulaire, orné en son centre par un avant-corps surmonté d'un fronton sculpté, et terminé par deux pavillons plus élevés.
Un portail latéral donne accès à la cour de dépendances, bordée de bâtiments à l'architecture composite, dont un grand colombier, des remises, des étables... L'ensemble des bâtiments, durement touchés en 1914-1918, a été également reconstruit à l'identique.

## Évènements
Le parc du château de Tilloloy accueille quelques évènements musicaux ; notamment depuis 2016, le festival de rock Rétro'C'Trop y accueille des groupes et artistes chaque année (fin juin - début juillet). S'y sont notamment produits Sting, Roger Hodgson, Trust, Ange (en 2018), Les Insus, The Beach Boys, The Stranglers, The Pretenders, Uriah Heep (en 2017), Scorpions, Hubert-Félix Thiéfaine, Ten Years After, ZZ Top, Jethro Tull (en 2016)...